# Paracolobus
Paracolobus — вимерлий рід приматів, тісно пов’язаний із нинішніми колобусами. Він мешкав у східній Африці в пліоцені та ранньому плейстоцені. Скам'янілості були знайдені в Кенії та Ефіопії, в таких місцях, як долина Омо.

## Опис
Види Paracolobus були великими мавпами; Вважається, що P. chemeroni важила від 30 до 50 кг, тоді як P. mutiwa і порівняно невеликий P. enkorikae оцінюються в 39 кг і 9 кг відповідно. У порівнянні з іншою гігантською мавпою Cercopithecoides у Paracolobus було довше обличчя та глибші щелепи. Він мав довший череп, ширшу морду, ширше обличчя та довшу носову кістку, ніж його найближчий родич, вимерлий Rhinocolobus. Його зуби були схожі на зуби сучасних мавп-колобусів, що вказує на здебільшого листяну дієту. Попри великі розміри, він, ймовірно, був деревним, як і його сучасні родичі.

## Цитована література
- McKenna, M.C. and Bell, S.K. 1997. Classification of Mammals: Above the species level. New York: Columbia University Press, 631 pp. ISBN 0-231-11013-8